# Красное Знамя (Краснодарский край)
Красное Знамя — хутор в Курганинском районе Краснодарского края.
Входит в состав Михайловского сельского поселения.

## География
Посёлок расположен в 4 км северо-западнее административного центра поселения — станицы Михайловской.

## Население
| 2002 | 2010 |
| ---- | ---- |
| 249  | ↘232 |